# 梅兰芳故居

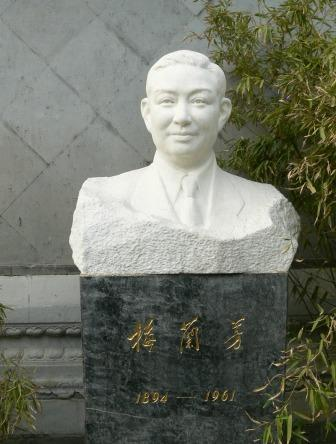
梅兰芳塑像

梅兰芳一生在北京居住时间最长，抗日战争期间在上海和香港居住过。

## 北京的梅兰芳故居
梅兰芳一生在北京先后住过七处地方：

### 李铁拐斜街45号
今北京前门外铁树斜街101号。梅兰芳出生在此，住到7岁，亲身经历了八国联军入侵北京的那场浩劫。

### 百顺胡同
1900年搬入，在那里的邻居是杨小楼和徐宝芬（是梅兰芳的姨父即琴师徐兰沅的父亲），他的启蒙老师吴菱仙也住在附近。在那里梅兰芳开始上私塾读书。

### 鞭子巷头条和三条
1908年梅兰芳先生的母亲病逝，全家搬到这里一所小四合房里。17岁那年他在此与王明华结婚。在这里梅兰芳还有了一个新爱好——养鸽子。19岁那年，梅家搬到鞭子巷三条一所四合院。从他逐渐挑起了生活的重担，也开始了他的艺术人生。

### 芦草园
1916年，随着收入渐丰，梅家在此典了一所较宽敞的房子，是两所打通了的四合院。在这里，梅兰芳的艺术更趋纯熟，他还养成了一个新习惯——养花。据说齐白石为荣宝斋画过的一套信笺就是以在梅家见到的牵牛花为题材的。

### 无量大人胡同5号
1920年梅兰芳为感激祖母的养育之恩，在这里置了一处大宅子。这里有七个院落打通，修有荷花池、长廊、假山花园等，还盖有一座西式的二层楼。在这里梅兰芳娶了福芝芳续弦，后来四个孩子都在此出生，祖母和王夫人也在此逝世。
至抗战前这里一直是梅兰芳居住的宅第，也是一个京城人文荟萃的地方，被称为“缀玉轩”。在这里，梅兰芳编排了《霸王别姬》《洛神》《西施》《春灯谜》等新剧。梅兰芳经常在这里招待国际友人，如瑞典王储（后来成为古斯塔夫六世）夫妇、美国前总统威尔逊夫人、日本著名歌舞伎艺术家守田勘弥和著名画家渡边、美国好莱坞影帝范朋克、意大利女歌唱家嘉利-古契、印度大诗人泰戈尔等，都曾是他的作上宾。那时来京访问的外宾提出必看的内容，一为故宫，二是梅剧，并会拜访梅兰芳。
抗战开始后，1932年梅家被迫迁居上海，后居香港。1941年，香港沦陷后，梅兰芳回到内地，由于没有演出，长期没有收入，1943年梅兰芳把无量大人寓所卖掉，以维持生计，随后迁居上海。中华人民共和国成立后，周恩来总理承诺将该住处归还给梅兰芳，但梅兰芳以为此处是早年卖出的，不愿借政府的力量要回，表示选一处小院落即可。无量大人胡同5号，即后来的红星胡同11号（北京胡同1965年换了门牌）。该院落一直保存完好，于2000年在商人陈丽华和北京市东城区人民政府合作的金宝街开发项目中被全部拆毁。

### 护国寺街9号
是梅兰芳在1950年回北京定居后居住的地方，在这里，梅兰芳走过了人生的最后十年。梅兰芳最后一部新戏《穆桂英挂帅》就是在这里创作的。

### 西旧帘子胡同29号
梅兰芳没有在这里居住过。1954年梅家买下它用来存放多年收集的大量文物。1965年春，中国戏曲研究院在未经梅家允许的情况下拉走两卡车，后放于仓库中。文革期间，拿着仓库钥匙的王子丰对来破四旧的红卫兵谎称“都是破烂”，使这些珍贵文物躲过劫难。直到1983年梅兰芳纪念馆筹建，老人才交出钥匙。

## 上海的梅兰芳故居
位于马斯南路121号（今思南路87号），1932年梅兰芳从北京迁居上海后就住在这里，一直住到1938年，1942年从香港回来后继续在此居住，直到抗战胜利后回到北京。这里是一栋四层西班牙式花园洋房，被称为“梅华诗屋”。
在思南路居住期间，梅兰芳排演了《抗金兵》《生死恨》等戏，来激励国人的抗日热情。抗日战争爆发后，梅兰芳罢歌罢舞，息影舞台。太平洋战争爆发，他从此杜门谢客，深居简出，多次想尽办法拒绝日本当局及其在中國所成立政權的邀请。

## 香港的梅兰芳故居
位于干德道8号，梅兰芳为躲避日本人的邀请，1938年移居香港，并在这里梅兰芳蓄须明志。香港沦陷后，于1942年回到内地。